# Улрих III фон Кибург
Улрих III фон Кибург (на немски: Ulrich III von Kyburg; Ulrich von Dillingen und Kiburg; † 1227) от фамилията на графовете на Дилинген е граф на Кибург в кантон Цюрих. Той е дядо на римско-немския крал Рудолф I.

## Произход
Той е големият син на граф Хартман III фон Кибург-Дилинген († сл. 22 август 1180) и съпругата му Рихенца фон Баден († ок. 24 април 1172), дъщеря на граф Арнолд IV фон Баден-Цюрихгау († 5 септември 1172). Брат е на Адалберт III фон Дилинген († 15 февруари 1214), граф на Дилинген.
Улрих умира 1227 г. и е погребан в Шенис.

## Фамилия
Улрих III фон Кибург се жени за принцеса Анна фон Церинген, дъщеря на херцог Бертхолд IV фон Церинген († 1186) и Хайлвиг фон Фробург († пр. 1183). Те имат шест деца:
- Вернер I фон Кибург († 1228 убит в Акон), граф на Кибург, женен пр. 1228 г. за принцеса Аликс (Берта) Лотарингска († между април и 29 септември 1242)
- Хартман IV фон Кибург III († 27 ноември 1264), граф на Кибург, женен на 1 юни 1218 г. в Моуден за графиня Маргарета Савойска (* 1212; † 4 септември 1270)
- Улрих фон Кибург († 17 юни 1237), епископ на Кур (1233/34 – 1237)
- Хедвиг/Хайлвиг фон Кибург († 30 април 1260), омъжена ок. 1217 г. за граф Албрехт IV фон Хабсбург „Мъдрия“ († 22 ноември 1240), родители на римско-немския крал Рудолф I
- Мехтилдис фон Кибург († сл. 1232), омъжена за фогт и граф Рудолф I (VII) фон Раперсвил († 25 юни 1250)
- Аделхайд фон Кибург-Дилинген († сл. 1231), омъжена за граф Герхард IV фон Долнщайн-Хиршберг († ок. 1225), син на граф Герхард II фон Долнщайн († сл. 1191/ок. 1225) и  Агнес фон Раабс († сл. 1217)